# Jan Egon Kolowrat Krakowský Liebsteinský
Jan Egon Kolowrat Krakowský Liebsteinský, někdy zkráceně Jan Kolowrat (* 19. srpna 1958 Duchcov) je český šlechtic a od roku 1999 hlava rodu Kolowrat-Krakowský-Liebsteinských. Vlastní zámek Rychnov nad Kněžnou a Černíkovice.

## Život

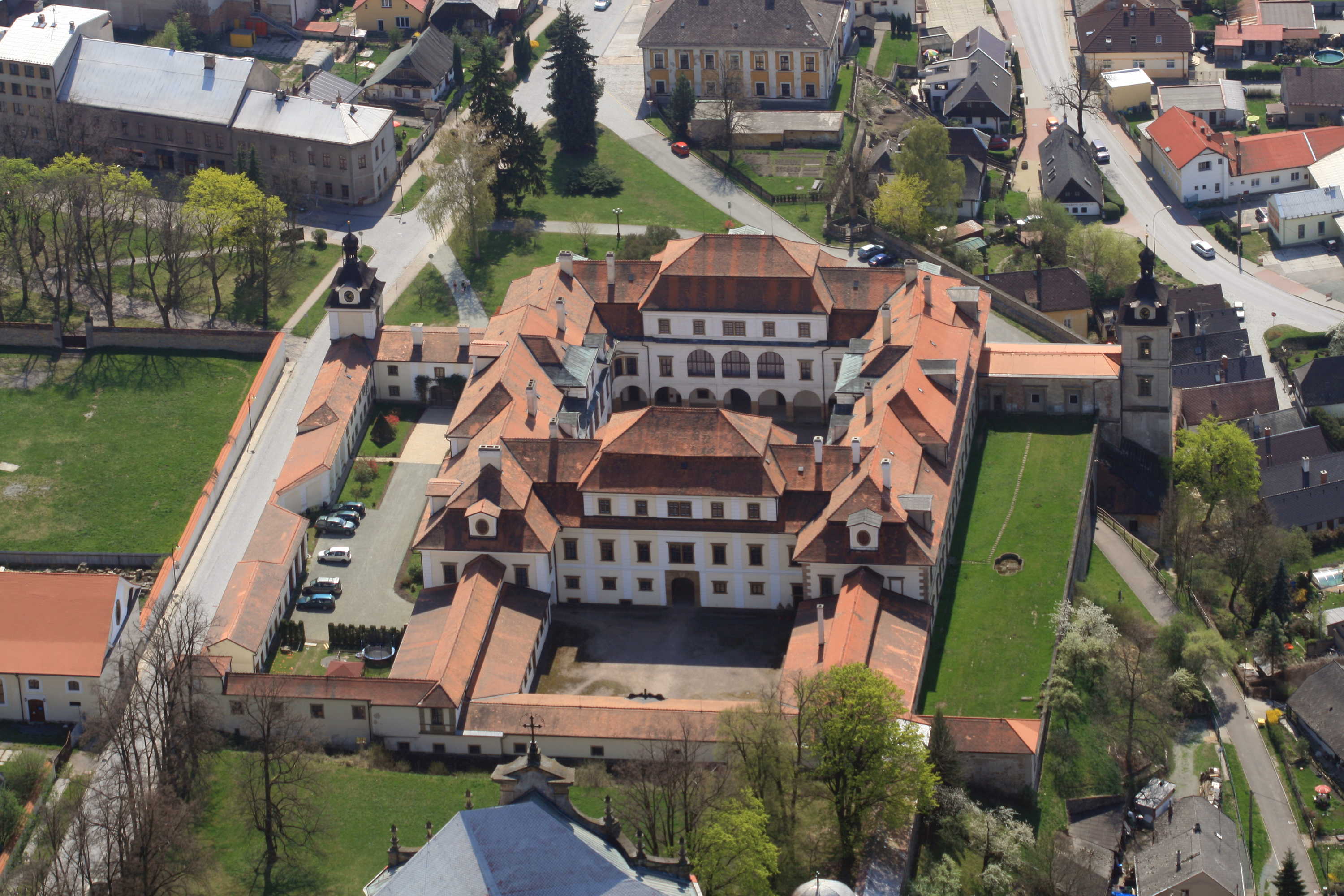
Zámek Rychnov nad Kněžnou

Narodil se jako syn Kryštofa Kolowrata Krakowského Liebsteinského (1927–1999) a jeho manželky Drahoslavy (Dany), roz. Jirouškové (1933–2015). Má sestru-dvojče Dagmar.
Vyrůstal na hájence v Krušných horách a později v Pošumaví u Lipna. Po okupaci Československa vojsky Varšavské smlouvy, když mu bylo deset let, jeho rodina emigrovala do Rakouska. Vychodil střední odbornou školu rybářskou. Chtěl studovat na Harvardově univerzitě, ale po infarktu otce musel převzít rodinný pstruhařský podnik ve Steyersbergu.
Po sametové revoluci jeho otec zrestituoval v Česku pět tisíc hektarů lesa, téměř tři sta hektarů rybníků, polnosti, zámky v Rychnově a Černíkovicích. Jan se s manželkou přestěhoval do Rychnova natrvalo v roce 1995 a po smrti otce v roce 1999 převzal správu majetku. Některé pozemky pronajal, ve vlastní režii jsou tři honitby (Kolowratské lesy – 4132 hektarů, honitba v Deštném v Orlických horách – 828 hektarů a bažantnice Černíkovice – 694 hektarů). Má české a rakouské občanství.

## Rodina
Ve Vídni se 16. května 2001 oženil s MUDr. Andreou Eier (* 13. září 1964 Vídeň), dcerou Prof., Dipl.-Ing., Dr. Richarda Petera Eiera, profesora na technice, a jeho manželky Moniky, roz. Urban. Církevní sňatek uzavřeli teprve 22. června 2002 v zámeckém kostele Nejsvětější Trojice v Rychnově nad Kněžnou. Oddával je tehdejší královéhradecký biskup Dominik Duka. Narodily se jim dvě děti, které mají české i rakouské občanství:
- 1. Filip Jan Mikuláš (* 24. 7. 2001 Vídeň)
- 2. Sophia Stephania Andrea (* 2. 6. 2003 Vídeň)